# Nelson Munganga
Nelson Munganga Omba (Kinshasa, 27 marzo 1993) è un calciatore della Repubblica Democratica del Congo, centrocampista dell'AS Vita.

## Carriera

### Club
Ha sempre giocato nel campionato congolese.

### Nazionale
Ha esordito con la Nazionale nel 2014.